# 林寨古村
林寨古村位於中華人民共和國廣東省河源市和平縣，已經有著二千多年歷史，古村落現今遺存著古巷、古井、古牆、古道、古寺、古亭、古橋、古樹等獨特的文物舊建築。
林寨鎮建制於秦朝，秦皇嬴政派大軍駐屯，秦軍將領，即後來的南越國君主趙佗派了一位林姓將軍到當地築寨守關，官府後來便用他的姓而命名為林寨。
地處東江支流浰江之畔的林寨古村，屬於平坦寬闊的丘陵盆地。因此處於低窪地勢的林寨古村常遭水浸，為避水患和匪盜之擾，故房屋多為木石結構。在這些木石建築，不同古樓有不同的主題，景區設有民俗館、人文館和農耕館等。
在村內有100多條小巷子，由前街和中街兩條大街貫穿，其餘連接各屋的是曲徑迂迴的小巷，形態各異，朝著不同方向延伸。
而林寨的四角樓為客家傳統民居之一種。當地居民以客家人為主，聚族而居，其建築的四角樓群和其他客家民居一樣，佔地面積多為數百上千平方米，有永貞樓、薰南樓、福謙樓、中憲第、朝議第等。聯合國教科文組織與中國民俗攝影協會組織的第10屆國際民俗攝影「人類貢獻獎」年賽，林寨古村的四角樓系列照片獲得記錄獎，並曾赴世界各地巡展。